# Smidtia sepium
Smidtia sepium là một loài ruồi trong họ Tachinidae.